# 名寄駅
名寄駅（なよろえき）は、北海道名寄市東1条南6丁目にある北海道旅客鉄道（JR北海道）・日本貨物鉄道（JR貨物）宗谷本線の駅である。事務管理コードは▲121818。駅番号はW48。

## 歴史
名寄市の中心駅であり、1903年（明治36年）9月に旭川方面から伸びる天塩線（宗谷本線の前身）の終着駅として開業し、8年後の1911年（明治44年）11月に路線が恩根内駅まで延伸し、途中駅となった。1919年（大正8年）10月には下川方面へ向かう名寄線（後の名寄本線）が開業し、1937年（昭和12年）11月には名雨線（後の深名線）が開業して各線との乗換駅となった。
1987年（昭和62年）4月1日の国鉄分割民営化により、名寄駅は北海道旅客鉄道（JR北海道）・日本貨物鉄道（JR貨物）に継承された。名寄本線・深名線もJR北海道が継承したが、名寄本線は1989年（平成元年）5月に、深名線は1995年（平成7年）9月に廃止された。貨物列車は1996年（平成8年）9月に廃止され、トラック代行輸送となっている。
宗谷本線のみの途中駅となった現在でも、全列車が停車する主要駅であり、普通・快速列車は原則当駅で系統分断されており、直通する列車も当駅で列車番号が変わる。

### 年表

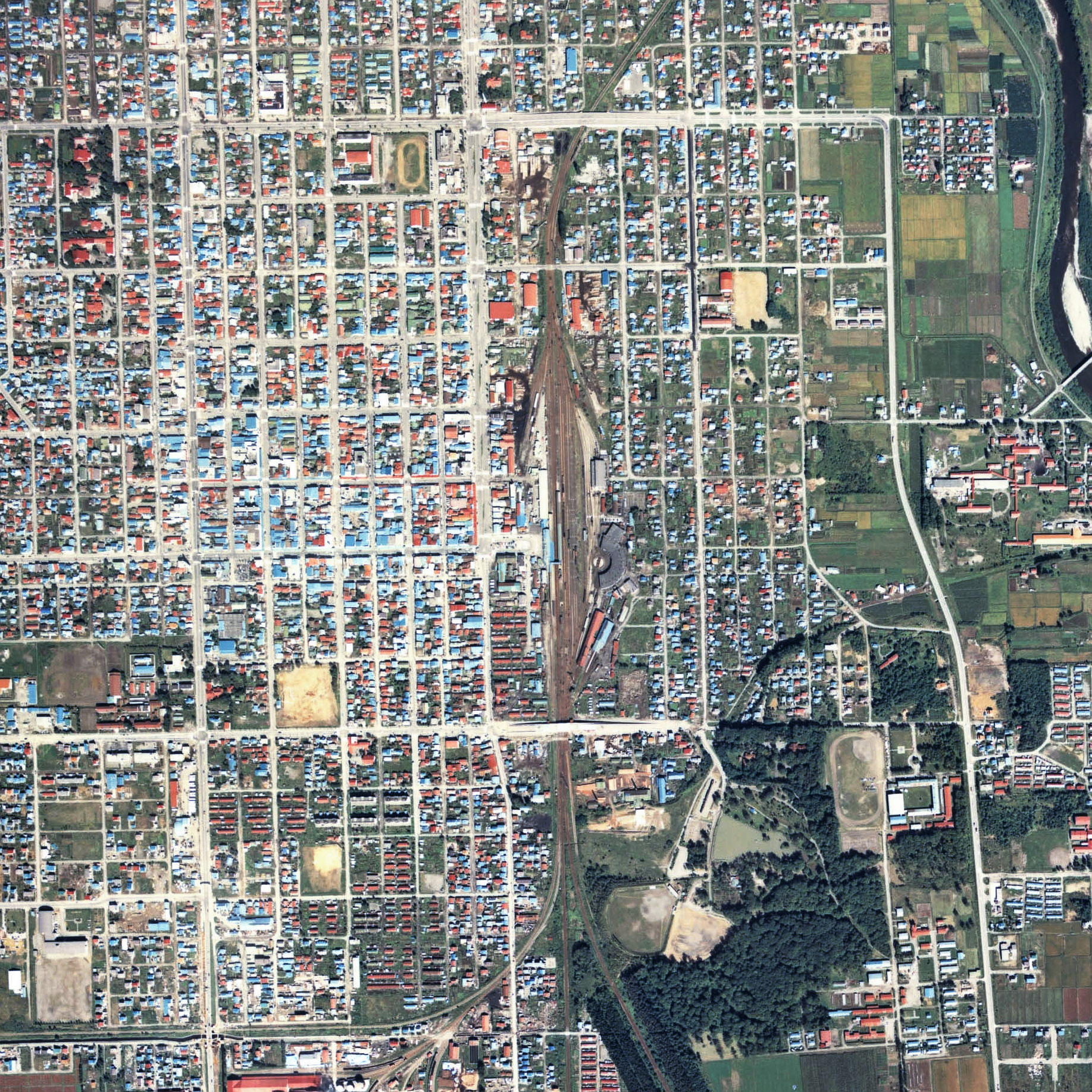
1977年の名寄駅と周囲約1.8km範囲の状況。上が稚内方面。下中央が宗谷本線、下左が深名線、下右が名寄本線。深名線と並行して南の天塩川製紙工場（現王子マテリア名寄工場）へ専用線が分岐している。駅の構内には多くの副本線と共に、転車台を持つ大きな機関区が残されている。

- 1903年（明治36年）9月3日：北海道官設鉄道天塩線の士別 - 当駅間の延伸開業により、その終着駅として開業[1][6][7]。一般駅[1]。名寄機関庫設置。
- 1905年（明治38年）4月1日：逓信省鉄道作業局に移管[1][6]。
- 1911年（明治44年）11月3日：天塩線の当駅 - 恩根内間が延伸開業により途中駅となる[6][7]。
- 1913年（大正2年）6月2日：名寄機関庫設置（北海道鉄道管理局の事務上制定）。
- 1919年（大正8年）10月20日：名寄線（後の名寄本線）開業[2][7]。
- 1925年（大正14年）：扇型機関庫新築[8]。
- 1927年（昭和2年）11月1日：2代目の現駅舎に改築[7]。
- 1937年（昭和12年）11月10日：名雨線（後の深名線）開業[3][7]。
- 1947年（昭和22年）
  - 4月：稚内から電務区が移転し名寄電務区となる[9]。
  - 11月：名寄鉄道公安所を構内に新設[9]。
- 1949年（昭和24年）
  - 2月：構内増改築[10]。
  - 6月1日：公共企業体である日本国有鉄道（国鉄）に移管[7]。
- 1950年（昭和25年）2月1日：名寄客貨車区設置。
- 1951年（昭和26年） 4月19日：未明に構内の名寄電務区から出火、道北各線の鉄道電話が不通となる[9]。
- 1955年（昭和30年）2月：鉄道弘済会構内売店（後のキヨスク）が開店[新聞 1][新聞 2]。
- 1961年（昭和36年）1月：天塩川製紙名寄工場操業開始に伴い専用線使用開始。
- 1966年（昭和41年）9月：天塩川製紙名寄工場第3期増設工事竣工。専用線2km増設。
- 1967年（昭和42年）6月1日：コンテナ基地設置[11][6]。
- 1968年（昭和43年）10月1日：みどりの窓口設置[7][12]。
- 1978年（昭和53年）12月1日：旅行センター設置[11]。
- 1984年（昭和59年）2月1日：同日のダイヤ改正で名寄駅 - 稚内駅間の貨物運輸営業廃止[13]。
- 1985年（昭和60年）10月14日：構内に直営軽食喫茶「ピュア」開店（1987年廃止）[11]。
- 1986年（昭和61年）
  - 11月1日：荷物取扱い廃止[1]。名寄機関区が旭川機関区名寄支区となる[10][14]。
- 1987年（昭和62年）
  - 2月：扇型機関庫解体撤去[10][15]。
  - 4月1日：国鉄分割民営化に伴い、北海道旅客鉄道（JR北海道）・日本貨物鉄道（JR貨物）の駅となる[1][2][6][7]。構内の旅行センターは「トラベルセンター」に改称[11]。
- 1989年（平成元年）5月1日：名寄本線廃止[7]。
- 1990年（平成2年）：名寄駅旅行センターを駅から分離し、旅行センター名寄支店発足。
- 1991年（平成3年）11月13日：宗谷北線運輸営業所発足[16][7][17]。
- 1995年（平成7年）9月4日：深名線廃止[3][7]。
- 1996年（平成8年）9月1日：北旭川駅 - 名寄駅間の貨物列車設定廃止[18]。北海道内初めての自動車代行駅となり、トラック輸送に転換[18][19][1]。
- 1998年（平成10年）：「旅行センター名寄支店」の営業を名寄駅に統合。
- 2000年（平成12年）3月11日：同日のダイヤ改正に伴う旭川駅 - 名寄駅間高速化に伴い特急列車の停車を開始[7]。関連し、同日までに分岐器の重量化（引き続き両開き型）・ホームの嵩上げを実施[20]。
- 2006年（平成18年）4月1日：JR貨物の名寄オフレールステーションを開設。
- 2007年（平成19年）10月1日：駅番号を設定 (W48) [JR北 1]。
- 2009年（平成21年）6月30日：駅弁製造・販売元廃業のため同日付で駅弁販売終了[新聞 3]。
- 2016年（平成28年）
  - 3月31日：旅行センター（ツインクルプラザ）が営業終了[新聞 4]。
  - 12月20日：キヨスクが閉店[新聞 1][新聞 5][新聞 2]。
- 2017年（平成29年） 4月1日：宗谷北線運輸営業所廃止に伴い、名寄地区駅・輸送業務センター発足[7]。旭川支社直轄になる。営業時間も7:40 - 17:05に変更[JR北 2]。
- 2018年（平成30年）12月：駅舎改修工事完了[7]。

### 駅名の由来
市名より。天塩川と名寄川が合流することから「ナイオㇿプトゥ（nay-or-putu）」（川・の所・の口）が由来とされる。

## 駅構造
単式ホーム1面1線と島式ホーム1面2線、合計2面3線のホームを持つ地上駅。駅舎（改札口）は西側1箇所にあり、日本最北のLED発車標導入駅である。以前は駅舎脇直結の島式ホームがあり2面4線であったが、0番のりばが廃止された後、単式ホームになった。1 - 3番のりばはいずれも折り返しが可能。ホーム間の移動は跨線橋を使う。
留置線が敷設され、夜間滞泊の運用もある。このうち1本は音威子府駅発着で、当駅まで回送して滞泊している。
終日社員配置駅。駅構内にはみどりの窓口・自動券売機・指定席券売機（クレジットカード専用）がある。営業担当社員が不在の早朝・夜間は営業上無人駅扱いとなるが、信号扱いを行う輸送担当社員は線路を隔てて反対側にある輸送事務室（名寄運転所と同じ建物内）に終日配置されている。

### のりば
| 番線  | 路線      | 方向 | 行先               |
| ----- | --------- | ---- | ------------------ |
| 1 - 3 | ■宗谷本線 | 下り | 音威子府・稚内方面 |
| 1 - 3 | ■宗谷本線 | 上り | 旭川・札幌方面     |

- 特急列車は1番線

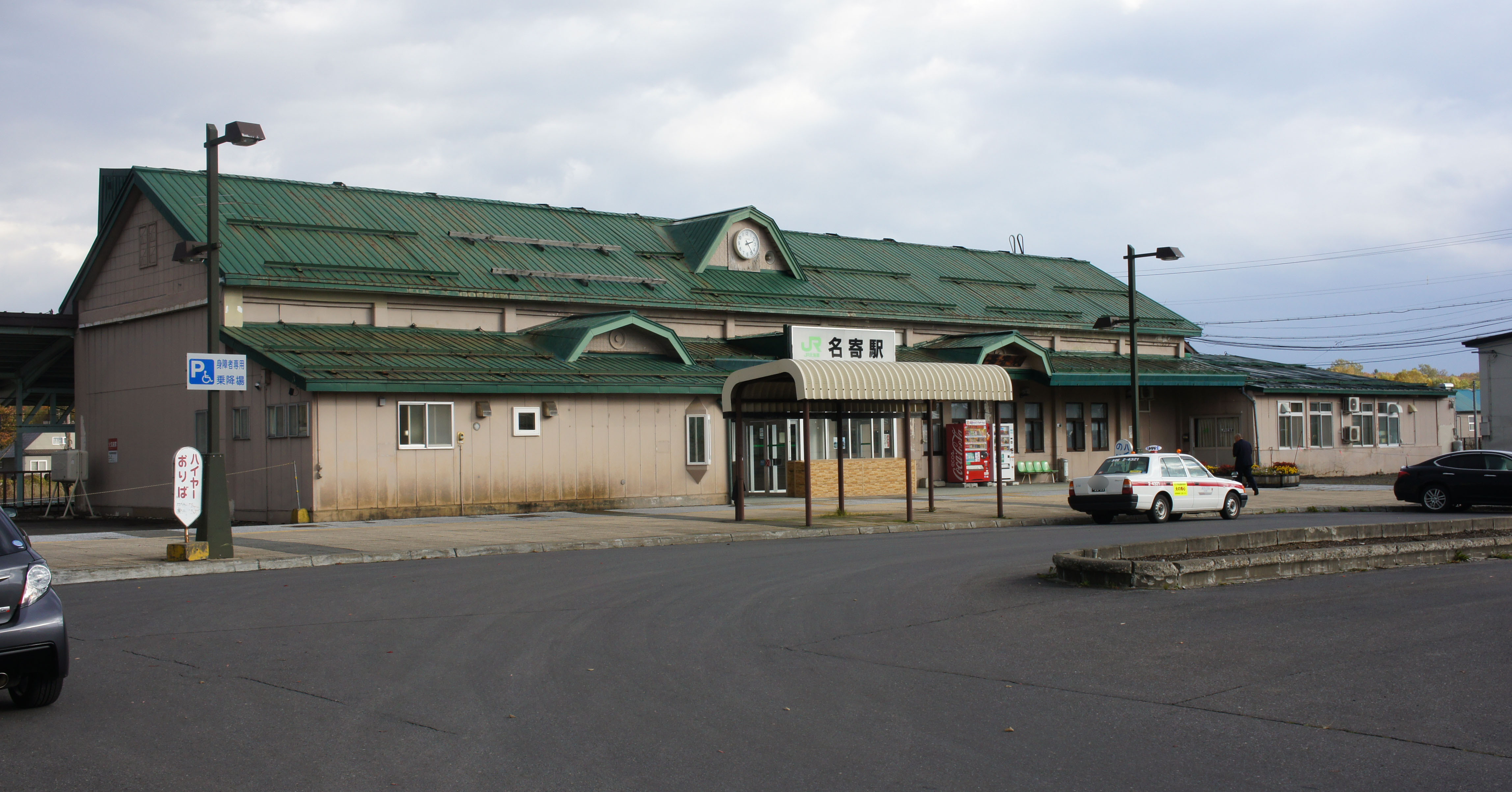
改修前の駅舎（2017年10月）
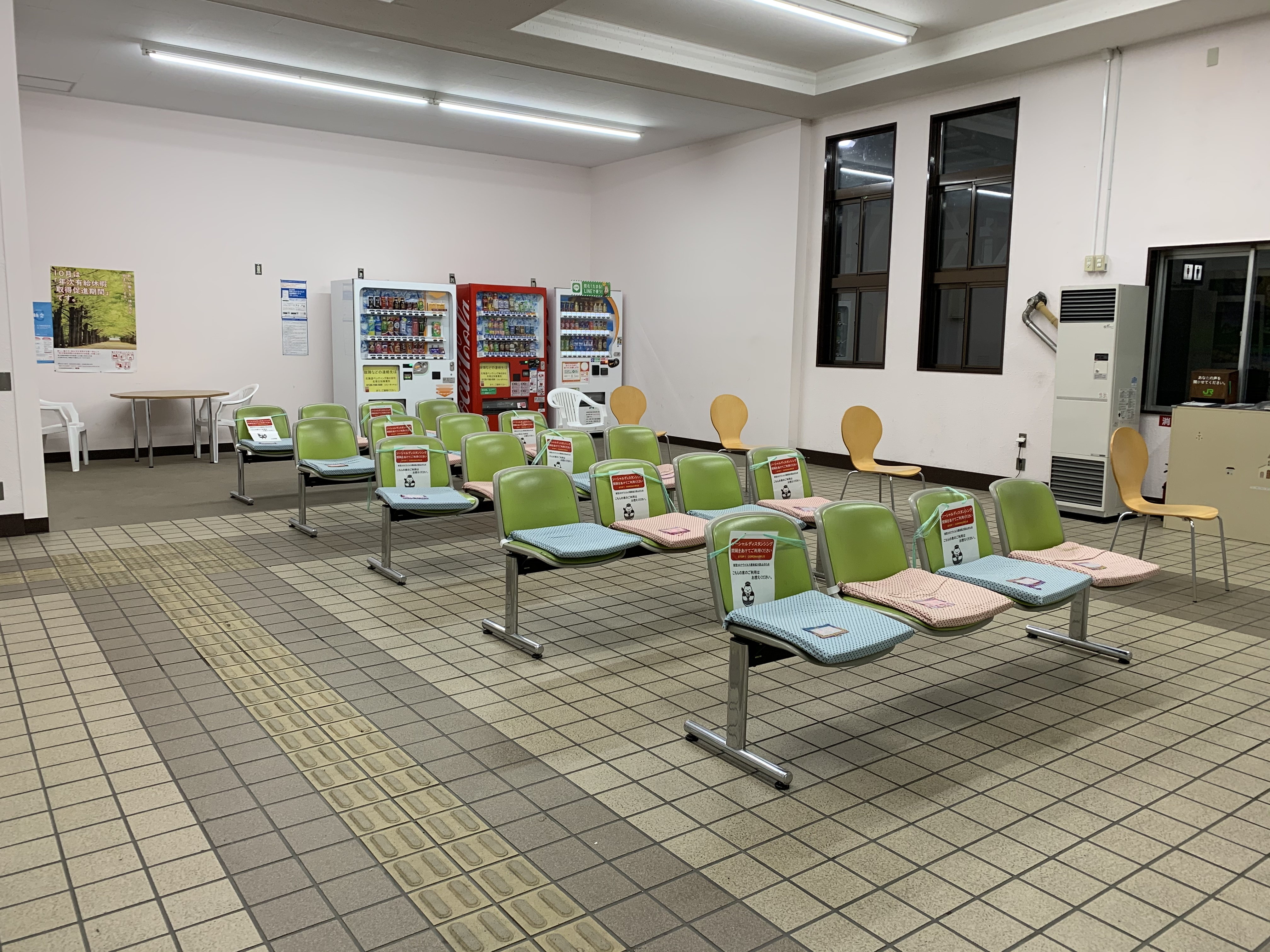
待合室（2020年10月）
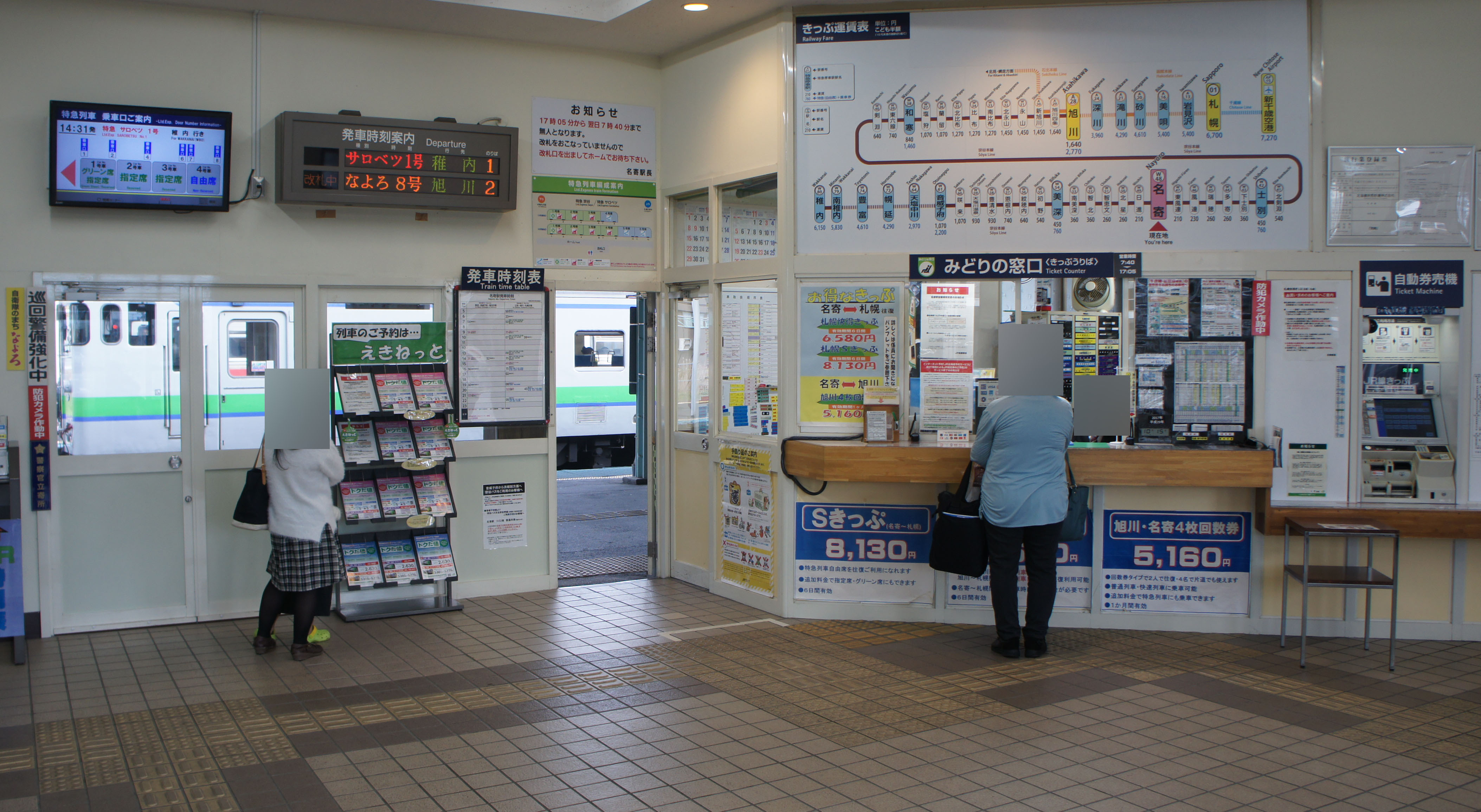
改札口（2017年10月）
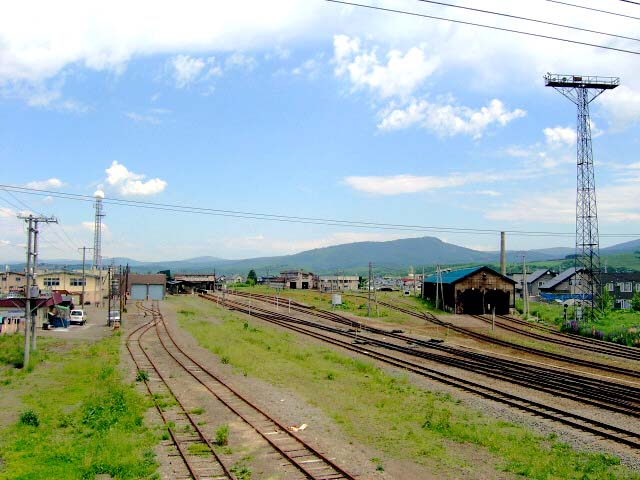
駅構内（2004年6月）
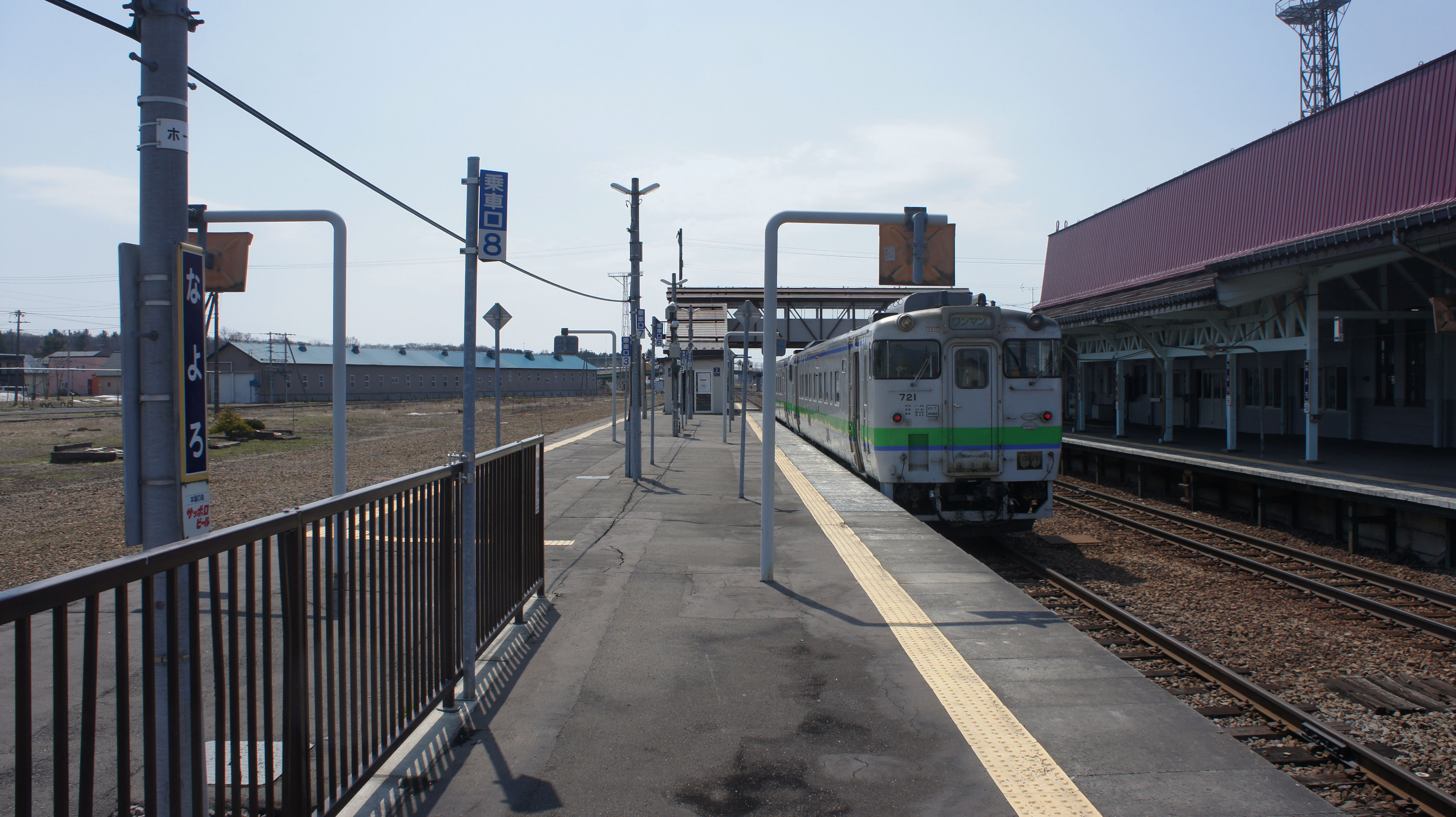
ホーム（2019年4月）
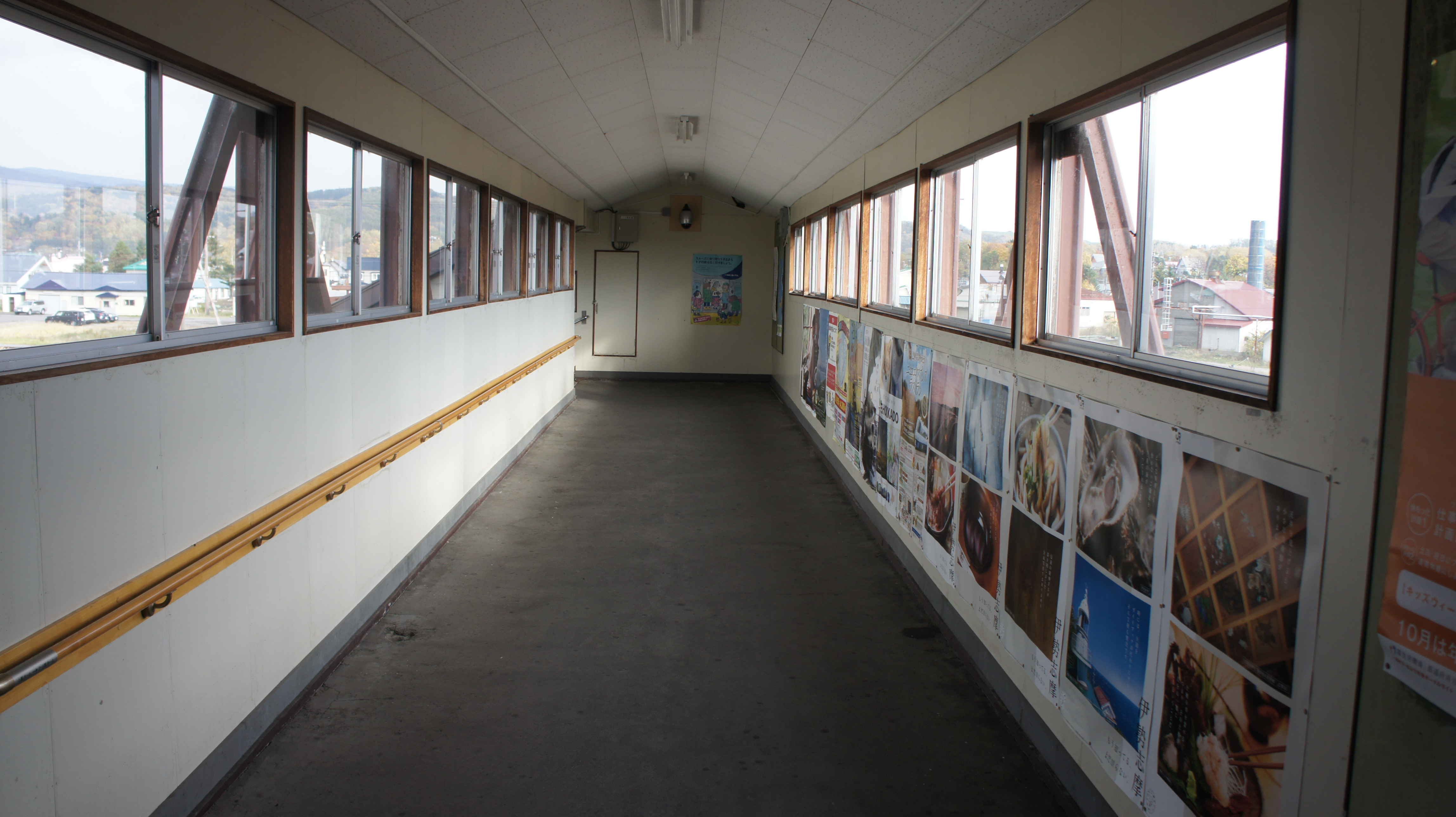
跨線橋（2017年10月）
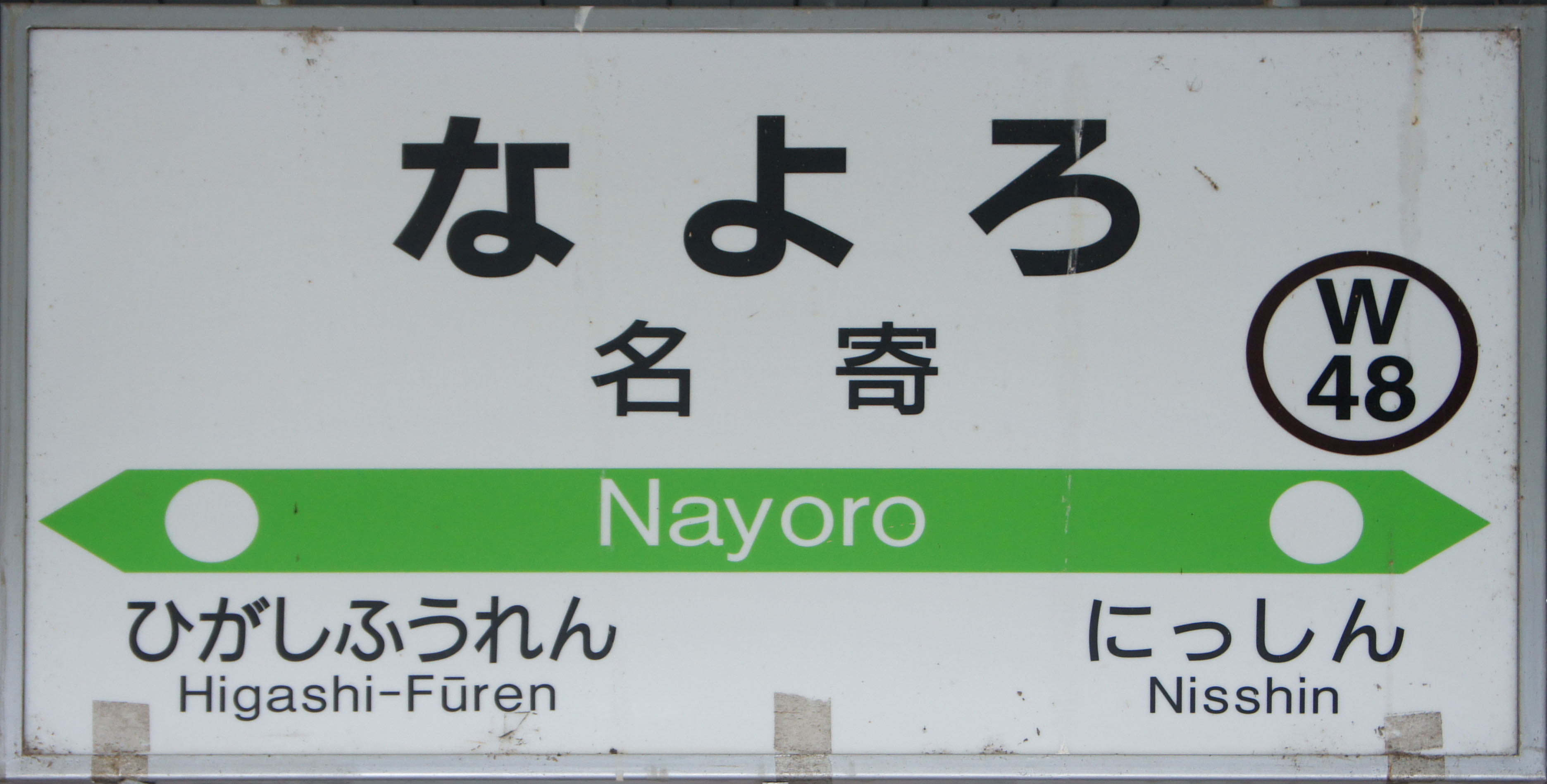
駅名標（2017年10月）

## 貨物駅（名寄オフレールステーション）
JR貨物の名寄駅は、コンテナ貨物（JR規格12フィートコンテナのみ）の取扱駅となっている。コンテナ集配基地の名寄オフレールステーション（略称：名寄ORS）が駅舎北側に併設されており、貨物列車代行のトラック便が北旭川駅との間に1日5往復運行されている。JR貨物の施設としては最北端に位置している。
かつては1面2線のコンテナホームがあり、貨物列車運行の末期となる1995年度（平成7年度）の取扱量は乳製品、農産物などで年間約8万t、取扱高は約11億1千万円だった。貨物列車の廃止直前は1日最大2往復の運行だった。
貨物列車の発着が廃止された1996年（平成8年）9月以降、荷役線は使用されずホームのみコンテナ基地として使用されている。1996年当時、トラック輸送は1日18往復、1日輸送量は270t（貨物列車比20t増）だった。貨物列車の発着がない自動車代行駅となった後、2006年（平成18年）4月に貨物駅の名称整理の際、名寄オフレールステーションとなっている。
また、1993年（平成5年）ごろまでは岩谷産業名寄LPGセンターへの専用線があり、本輪西駅発送の液化石油ガス (LPG) 輸送用のタキ25000形貨車が到着していた。また、それ以前には王子マテリア名寄工場（旧天塩川製紙、旧北陽製紙）への専用線もあり、同工場向けの石油輸送用タンク車も到着していた。

## 利用状況
乗車人員の推移は以下のとおり。年間の値のみ判明している年については、当該年度の日数で除した値を括弧書きで1日平均欄に示す。乗降人員のみ判明している年については、1/2した値を括弧書きで示す。「JR調査」については、当該の年度を最終年とする過去5年間の各調査日における平均である。
| 年度               | 乗車人員  | 乗車人員  | 乗車人員 | 出典              | 備考               |
| 年度               | 年間      | 1日平均   | JR調査   | 出典              | 備考               |
| ------------------ | --------- | --------- | -------- | ----------------- | ------------------ |
| 1955年（昭和30年） | 1,005,534 | (2,747.4) |          | [ 24 ]            |                    |
| 1956年（昭和31年） | 1,112,633 | (3,048.3) |          | [ 24 ]            |                    |
| 1957年（昭和32年） | 1,191,578 | (3,264.6) |          | [ 24 ]            |                    |
| 1958年（昭和33年） | 1,208,888 | (3,312.0) |          | [ 24 ]            |                    |
| 1959年（昭和34年） | 1,219,198 | (3,331.1) |          | [ 24 ]            |                    |
| 1960年（昭和35年） | 1,219,100 | (3,340.0) |          | [ 24 ]            |                    |
| 1961年（昭和36年） | 1,153,822 | (3,161.2) |          | [ 24 ]            |                    |
| 1962年（昭和37年） | 1,166,533 | (3,196.0) |          | [ 24 ]            |                    |
| 1963年（昭和38年） | 1,133,010 | (3,095.7) |          | [ 24 ]            |                    |
| 1964年（昭和39年） | 1,086,408 | (2,976.5) |          | [ 24 ]            |                    |
| 1965年（昭和40年） | 1,132,321 | (3,102.2) |          | [ 24 ]            |                    |
| 1966年（昭和41年） | 1,085,414 | (2,973.7) |          | [ 24 ]            |                    |
| 1967年（昭和42年） | 1,004,553 | (2,744.7) |          | [ 24 ]            |                    |
| 1968年（昭和43年） | 1,018,386 | (2,790.1) |          | [ 24 ]            |                    |
| 1978年（昭和53年） |           | 1,940.0   |          | [ 25 ]            |                    |
| 1992年（平成04年） |           | (1,035.0) |          | [ 26 ]            | 1日乗降客数2,070名 |
| 2003年（平成15年） |           | 577       |          | [ 27 ]            |                    |
| 2004年（平成16年） |           | 541       |          | [ 27 ]            |                    |
| 2005年（平成17年） |           | 526       |          | [ 27 ]            |                    |
| 2006年（平成18年） |           | 500       |          | [ 27 ]            |                    |
| 2007年（平成19年） |           | 468       |          | [ 27 ]            |                    |
| 2008年（平成20年） |           | 447       |          | [ 28 ]            |                    |
| 2009年（平成21年） |           | 434       |          | [ 28 ]            |                    |
| 2010年（平成22年） |           | 421       |          | [ 28 ]            |                    |
| 2011年（平成23年） |           | 434       |          | [ 28 ]            |                    |
| 2012年（平成24年） |           | 442       |          | [ 29 ]            |                    |
| 2013年（平成25年） |           | 441       |          | [ 29 ]            |                    |
| 2014年（平成26年） |           | 441       |          | [ 29 ]            |                    |
| 2015年（平成27年） |           | 442       | 10名以上 | [ 29 ] [ JR北 3 ] |                    |
| 2016年（平成28年） |           | 445       | 442.6    | [ 30 ] [ JR北 4 ] |                    |
| 2017年（平成29年） |           | 401       | 448.2    | [ 30 ] [ JR北 5 ] |                    |
| 2018年（平成30年） |           | 371       | 426.0    | [ 30 ] [ JR北 6 ] |                    |
| 2019年（令和元年） |           | 353       | 377.8    | [ 30 ] [ JR北 7 ] |                    |
| 2020年（令和02年） |           | 220       | 334.8    | [ 31 ] [ JR北 8 ] |                    |
| 2021年（令和03年） |           | 217       | 294.0    | [ 31 ] [ JR北 9 ] |                    |
| 2022年（令和04年） |           |           | 262.2    | [ JR北 10 ]       |                    |
| 2023年（令和05年） |           |           | 248.4    | [ JR北 11 ]       |                    |

## かつて販売されていた駅弁
- 角舘商会
  - 蝦夷っ子ちらし寿し（1050円） - 特急「スーパー宗谷」へ積み込み
  - 牡蠣帆立弁当（940円）
  - 北の味きのこごはん（940円）
  - ニシンカズノコ弁当（840円） - 特急「スーパー宗谷」へ積み込み
  - みそ豚丼（750円）
  - たこ寿し（730円）

駅売店のほか、ワゴン販売のある特急「スーパー宗谷」の車内でも販売されていた。なお、角舘商会は2009年（平成21年）6月30日限りで廃業した。

## 駅周辺
- 北海道道540号名寄停車場線
- 名寄市役所
- 名寄警察署
- 名寄郵便局
- 名寄駅前郵便局
- 北海道労働金庫名寄支店
- 北星信用金庫 本店
- 北見信用金庫 名寄支店
- 北洋銀行 名寄支店
- 北海道銀行 名寄支店

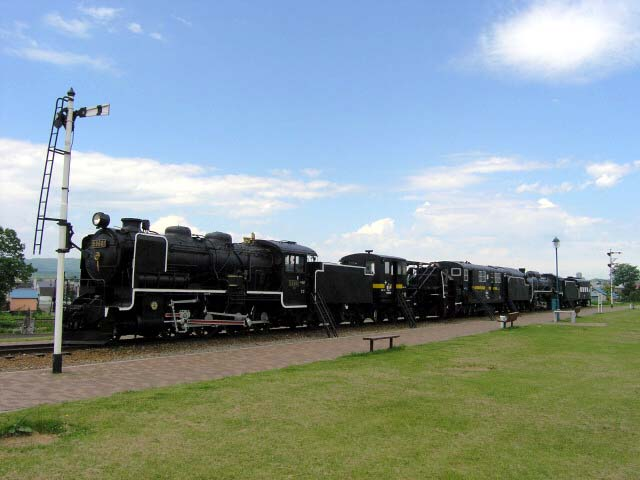
SLキマロキ編成（2004年6月）

- 道北なよろ農業協同組合（JA道北なよろ）名寄支所
- 日本通運旭川支店名寄営業支店
- グランドホテル藤花
- 名寄せ（なよせ）商店街
- 名寄6丁目商店街
- 西條百貨店名寄店
- 山田デパート
- 名寄市北国博物館
- SLキマロキ編成[新聞 6]
- 名寄神社
- 名寄中央整形病院
- 親林館
- プラザよろーな
- 名寄簡易裁判所
- ハローワーク名寄
- 名寄労働基準監督署
- 上川総合振興局名寄庁舎
- 国道40号・国道239号
- 名寄東病院
- ホテルマイステイズ名寄
- ラルズマート 名寄店
- 名寄市立大学（コミュニティバス西回り10分）

## バス路線
2013年（平成25年）4月1日に「駅前交流プラザ『よろーな』」がオープンし、同日より併設されたバス乗り場に発着する。
名士バス
名寄市内路線、下川町・興部町方面（JR北海道名寄本線廃止代替）、および美深町方面などを運行。路線詳細はバス事業者記事を参照。
ジェイ・アール北海道バス
幌加内町方面（JR北海道深名線廃止代替）へ運行。路線詳細は深名線 (ジェイ・アール北海道バス)を参照。
道北バス（案内所を設置）
士別市・旭川市方面への郊外路線、札幌市方面（北海道中央バス共同運行）、および音威子府村・枝幸町・猿払村方面（宗谷バス共同または宗谷バス単独運行）への都市間バスを運行。路線詳細はバス事業者記事を参照。

## 隣の駅
北海道旅客鉄道（JR北海道）
■宗谷本線
「宗谷」「サロベツ」、「なよろ」停車駅
■普通
名寄高校駅 (W47) - 名寄駅 (W48) - 日進駅 (W49)

### かつて存在した路線
北海道旅客鉄道（JR北海道）
名寄本線
名寄駅 - 中名寄駅
深名線
西名寄駅 - 名寄駅